# Karl Korschann
Karl Korschann (23. července 1872 Brno – 7. března 1943 Brno) byl moravský sochař a medailér německé národnosti, který svá díla realizoval ve slévárně Louchet v Paříži a ve slévárně Ignác Storek v Brně.

## Život
Otec Karla Korschanna byl Dr. Ignaz Korschann, veterinářský inspektor. Karl Korschann navštěvoval druhé německé gymnázium v Brně, v 16 letech nastoupil na Akademii výtvarných umění ve Vídni a od roku 1891 studoval na Akademii výtvarného umění v Berlíně, v roce 1894 v Paříži. Rychle se stal známým svými jemnými bronzy, které se brzy dostaly do celého světa.
Byl členem komise pro výběr rakouských uměleckých prací vystavených na Světové výstavě 1900 v Paříži.
V letech 1893–1894 pracoval v ateliéru Edmunda von Hellmera ve Vídni. V letech 1894 až 1906 žil v Paříži na adrese Rue Condorcet 25. Přes úspěchy v oblasti uměleckořemeslné se Korschann stále cítil více sochařem, chtěl pracovat na větších dílech, a proto se v roce 1906 vrátil do Berlína, kde doufal najít další možnosti tvůrčí práce. Od roku 1912 Korschann pobýval ve Frankfurtu nad Mohanem. Na začátku 1. světové války se stal Korschann válečným dobrovolníkem a jako nadporučík sloužil v Krakově. Od roku 1919 byl odborným asistentem – lektorem modelování na katedře pozemního stavitelství a architektury brněnské německé techniky. V roce 1920 byl honorovaným docentem a v roce 1935 byl jmenován profesorem. Bydlel v Brně na ulici Rybářská 47 (Fischergasse 47)).
Byl soudním znalcem v oboru plastik u krajského soudu.

## Dílo
Dílo Karla Korschanna je tak rozsáhlé, že ani sám autor nebyl schopen sestavit úplný přehled životní tvorby.
Karl Korschann se prezentoval při pobytu v Paříži jako Charles Korshann. V různých zdrojích byla uváděna nepravdivá tvrzení, že nejen jméno, ale i příjmení bylo změněno z původního německého Korschmann.  Další zdroj naopak považoval jméno Korschann za neněmecké resp. české.
Oblíbeným námětem Karla Korschanna byly mladé ženy, které ztvárňoval v secesním stylu. Svou prací sochaře byl protějškem malíře Alfonse Muchy. K sochařskému dílu Karla Korschanna patří i busta Alfonse Muchy, kterou zakoupila Moravská musejní společnost. Zobrazoval také selské náměty a dětí ve stylu Juana Clara. Mimo soch a medailí vytváří i různé dekorativní předměty: vázy, lampy, žardiniéry, kalamáře, hodiny.
V letech 1894 až 1905 vystavoval na Salonu Společnosti francouzských umělců portrétní busty, medaile a drobnější dekorativní práce. Vystavoval na pařížské Světové výstavě v roce 1900, kde získal rakouskou bronzovou medaili a francouzskou stříbrnou medaili. V roce 1906 se přestěhoval do Berlína. Tam vytvořil trofeje pro automobilové, později i letecké soutěže prince Heinricha a medaile pro Císařský autoklub.

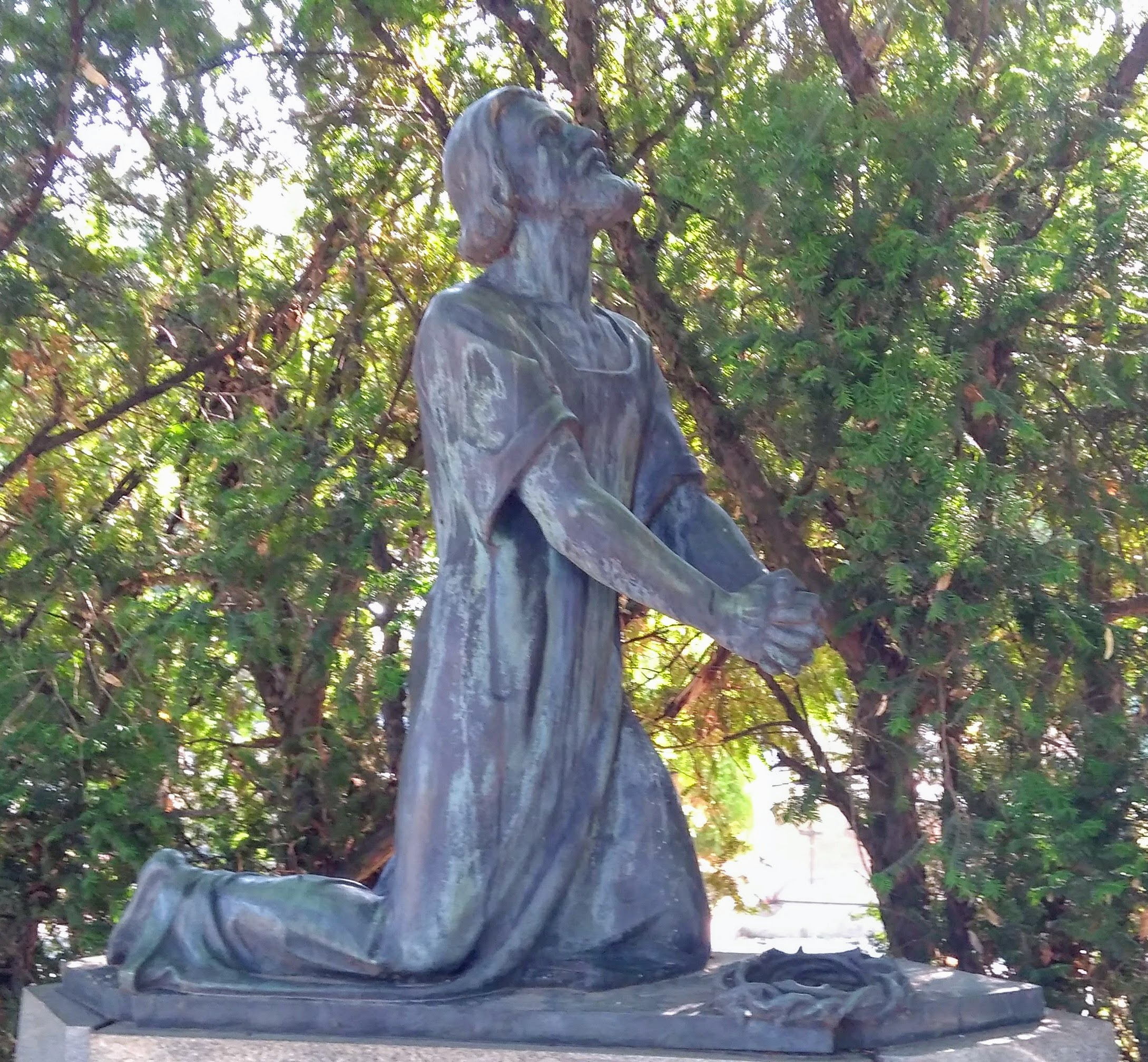

K dalším pracím patří válečný pomník v Brně-Černovicích, četné náhrobní pomníky, včetně pomníku starosty Augusta Wiesera, busta Viktora Kaplana před technickou vysokou školou[ujasnit], busty Mozarta a Wagnera v brněnském německém divadle a bronzový reliéf Svatá rodina na Pellicově ulici 5b.

## Slévárna Ignác Storek
Se slévárnou Ignác Storek začal Karl Korschann spolupracovat po nástupu na Německou vysokou školu technickou v Brně. Zhotovil nepřetržitou řadu litinových novoročenek pro firmu Ignác Storek od roku 1930 do roku 1943. Na všech odlitcích uvedl svou značku nebo jméno, a tak se stal nejznámějším autorem výtvorů umělecké litiny v Československu. Dalším důvodem jeho popularity byla cenová dostupnost litinových artefaktů a přitažlivost námětů jako dosáhl cyklus čtvera ročních období.